# Better by Far
Better by Far je osmé studiové album britské rockové skupiny Caravan, vydané v červenci 1977 u vydavatelství Arista Records. Nahrávání alba probíhalo od března do dubna 1977 a o produkci se staral Tony Visconti, který na tomto postu vystřídal dlouholetého producenta skupiny Davida Hitchcocka.

## Seznam skladeb
| Pořadí | Název            | Autor               | Délka |
| ------ | ---------------- | ------------------- | ----- |
| 1.     | Feelin' Alright  | Pye Hastings        | 3:31  |
| 2.     | Behind You       | Pye Hastings        | 5:04  |
| 3.     | Better by Far    | Pye Hastings        | 3:27  |
| 4.     | Silver Strings   | Geoffrey Richardson | 3:58  |
| 5.     | The Last Unicorn | Geoffrey Richardson | 5:52  |
| 6.     | Give Me More     | Pye Hastings        | 4:40  |
| 7.     | Man in a Car     | Jan Schelhaas       | 5:43  |
| 8.     | Let It Shine     | Pye Hastings        | 4:27  |
| 9.     | Nightmare        | Pye Hastings        | 6:23  |

## Obsazení
Caravan
- Pye Hastings – kytara, zpěv
- Richard Coughlan – bicí, perkuse
- Dek Messecar – baskytara, doprovodné vokály
- Geoff Richardson – viola, kytara, flétna, sitár, mandolína, zpěv
- Jan Schelhaas – klávesy, doprovodné vokály

Ostatní
- Vicki Brown – zpěv
- Fiona Hibbert – harfa
- Tony Visconti – zobcová flétna, kontrabas